# 山寺芭蕉纪念馆
山寺芭蕉纪念馆（やまでらばしょうきねんかん）位于日本山形县山形市。1989年4月，作为山形市庆祝市制实施100周年活动的一部分，纪念300年前松尾芭蕉参拜山寺（立石寺）（见《奥之细道》），市政府在山寺地区建造了纪念馆。1989年7月9日，纪念馆在面向立石寺的台地上开放。
纪念馆由钢筋混凝土展览馆和数寄屋造训练馆组成，由京都传统建筑技术协会传统建筑研究所（中村昌生）＋平吹武建築設計事務所設計。
除了展示与芭蕉相关的文献外，培训室和茶室也可以向公众出租。
2010年代，使用仙台机场的外国游客开始参观山寺芭蕉纪念馆，准备了英文和中文小册子。仅来自台湾的团体游客人数，从2013年的80人增加到2016年的359人。

## 脚注
1. 1 2  「山形市の山寺芭蕉記念館 あす7月9日公開 資料70点」『日本経済新聞』1989年7月8日
2. 1 2  “住宅建筑”1990年5月号
3. ↑  . 山形新聞. 2019-01-12  [2019-01-14]. （原始内容存档于2019-01-14）.